# Megyn Price

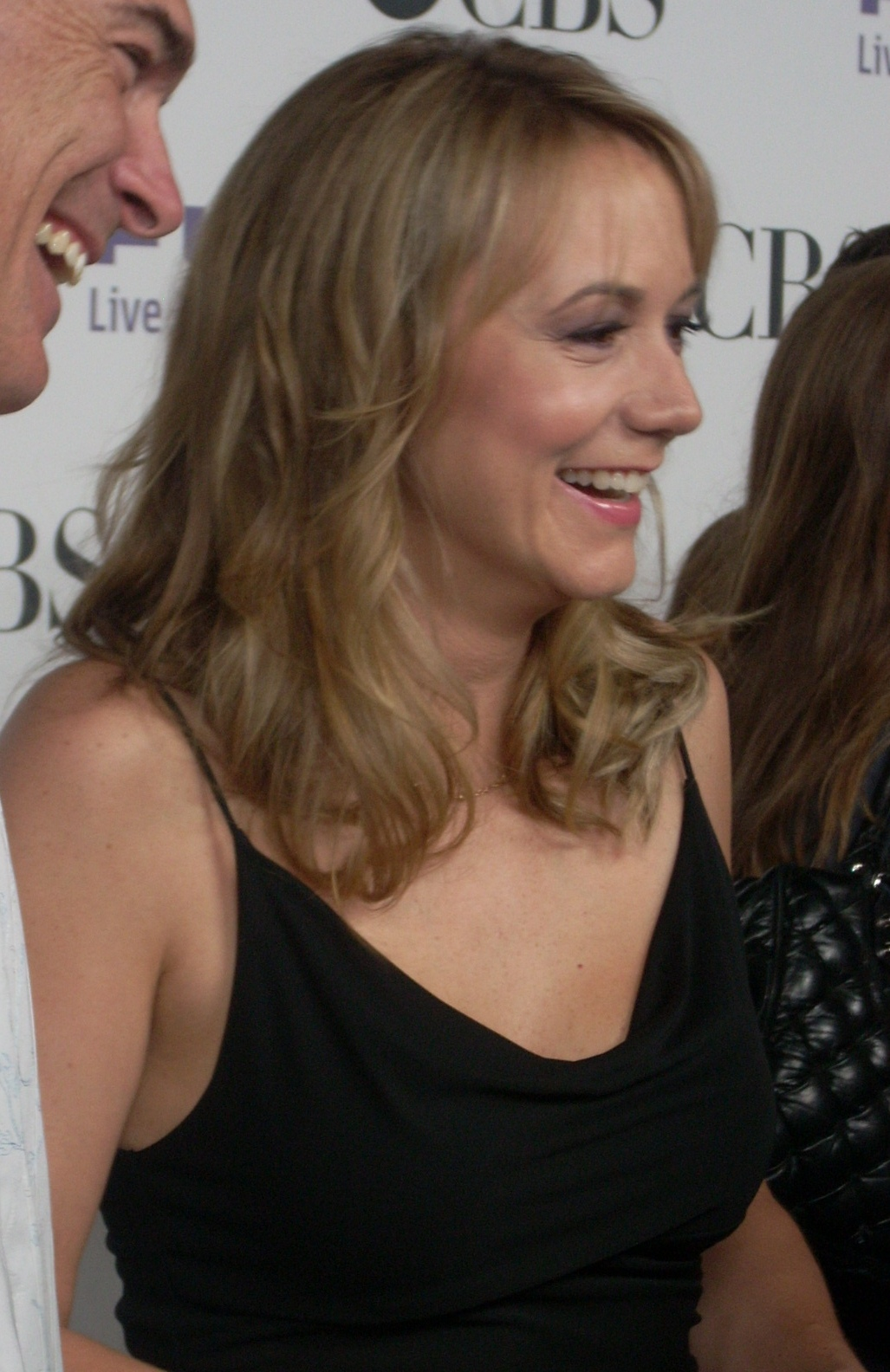
Megyn Price (2008)

Megyn Price (* 24. März 1971 in Seattle, Washington) ist eine US-amerikanische Schauspielerin. In der Fernsehserie Keine Gnade für Dad spielte sie Claudia Finnerty, die Mutter der Familie, von 2007 bis 2013 die Rolle der Audrey Bingham in der Sitcom Rules of Engagement.

## Filmografie (Auswahl)
- 1993: Zurück in die Vergangenheit (Quantum Leap, Fernsehserie, Folge 5x13)
- 1996: Renegade – Gnadenlose Jagd (Renegade, Fernsehserie, Folge 4x13)
- 1996: Common Law (Fernsehserie, 5 Folgen)
- 1998: LateLine (Fernsehserie, 17 Folgen)
- 1999: Er liebt mich, er liebt mich nicht (Love Happens)
- 1999: Mystery – New York: Ein Spiel um die Ehre (Mystery, Alaska)
- 2000: Will & Grace (Fernsehserie, Folge 2x11)
- 2001–2005: Keine Gnade für Dad (Grounded for Life, Fernsehserie, 91 Folgen)
- 2005–2009: American Dad (Fernsehserie, 5 Folgen, Stimme)
- 2006: Larry the Cable Guy: Health Inspector
- 2007–2013: Rules of Engagement (Fernsehserie, 100 Folgen)
- 2013: A Country Christmas Story (Fernsehfilm)
- 2016–2020: The Ranch (Fernsehserie, 50 Folgen)
- 2018: Bumblebee
- 2019: Mr. Iglesias (Fernsehserie, 2 Folgen)
- 2020: Atlanta Medical (The Resident, Fernsehserie, Folge 3x11)
- 2020: Lass es, Larry! (Curb Your Enthusiasm, Folge 10x04)